# POT1
POT1‏ (Protection of telomeres 1) هوَ بروتين يُشَفر بواسطة جين POT1 في الإنسان.